# Daphnia coronata
Daphnia coronata é uma espécie de crustáceo da família Daphniidae.
É endémica da África do Sul.